# Campionati mondiali juniores di bob 2015
I Campionati mondiali juniores di bob 2015, ventinovesima edizione della manifestazione organizzata dalla Federazione Internazionale di Bob e Skeleton, si sono disputati il 14 e il 15 febbraio 2015 ad Altenberg, in Germania, sul DKB-Eiskanal, il tracciato dove si svolsero le rassegne iridate juniores del 1997, del 1999 (per le sole specialità maschili) e del 2007 (anche nel bob a due donne).La località sassone situata al confine con la Repubblica Ceca ha quindi ospitato le competizioni mondiali di categoria per la quarta volta nel bob a due uomini e nel bob a quattro e per la seconda nel bob a due donne.

## Risultati

### Bob a due uomini
La gara si è disputata il 14 febbraio 2015 nell'arco di due manches ed hanno preso parte alla competizione 16 compagini in rappresentanza di 10 differenti nazioni.
| Pos. | Atleti                           | Nazione  | Tempo   | Distacco |
| ---- | -------------------------------- | -------- | ------- | -------- |
|      | Richard Oelsner Eric Franke      | Germania | 1:50.87 |          |
|      | Christoph Hafer Paul Krenz       | Germania | 1:50.90 | +0.03    |
|      | Oskars Ķibermanis Vairis Leiboms | Lettonia | 1:51.08 | +0.21    |
| 4    | Rudy Rinaldi Boris Vain          | Monaco   | 1:52.00 | +1.13    |
| 4    | Benjamin Maier Angel Somov       | Austria  | 1:52.00 | +1.13    |
| ...  | ...                              | ...      | ...     | ...      |

### Bob a due donne
La gara si è disputata il 14 febbraio 2015 nell'arco di due manches ed hanno preso parte alla competizione 9 compagini in rappresentanza di 6 differenti nazioni.
| Pos. | Atleti                               | Nazione  | Tempo   | Distacco |
| ---- | ------------------------------------ | -------- | ------- | -------- |
|      | Miriam Wagner Lisa-Marie Buckwitz    | Germania | 1:54.16 |          |
|      | Sandra Kroll Franziska Fritz         | Germania | 1:54.77 | +0.61    |
|      | An Vannieuwenhuyse Lies Defreyne     | Belgio   | 1:55.36 | +1.20    |
| 4    | Edith Burkard Tanja Mayer            | Svizzera | 1:55.42 | +1.26    |
| 5    | Maria Adela Constantin Andreea Grecu | Romania  | 1:55.65 | +1.49    |
| ...  | ...                                  | ...      | ...     | ...      |

### Bob a quattro
La gara si è disputata il 15 febbraio 2015 nell'arco di due manches ed hanno preso parte alla competizione 9 compagini in rappresentanza di 6 differenti nazioni.
| Pos. | Atleti                                                               | Nazione  | Tempo   | Distacco |
| ---- | -------------------------------------------------------------------- | -------- | ------- | -------- |
|      | Christoph Hafer Marc Rademacher Michael Salzer Jakob-Kilian Trenkler | Germania | 1:50.82 |          |
|      | Oskars Ķibermanis Matīss Miknis Raivis Zīrups Vairis Leiboms         | Lettonia | 1:50.85 | +0.03    |
|      | Benjamin Maier Stefan Laussegger Franz Esterhammer Angel Somov       | Austria  | 1:51.70 | +0.88    |
| 4    | Richard Oelsner Phillipp Knötzsch Felix Skibbe Eric Strauss          | Germania | 1:51.82 | +1.00    |
| 5    | Lukas Gschnitzer Rocco Caruso Alessandro Grande Mattia Variola       | Italia   | 1:52.35 | +1.53    |
| ...  | ...                                                                  | ...      | ...     | ...      |

## Medagliere
| Posizione | Nazione  | Oro | Argento | Bronzo | Totale |
| --------- | -------- | --- | ------- | ------ | ------ |
| 1         | Germania | 3   | 2       | 0      | 5      |
| 2         | Lettonia | 0   | 1       | 1      | 2      |
| 3         | Austria  | 0   | 0       | 1      | 1      |
| 3         | Belgio   | 0   | 0       | 1      | 1      |
| Totale    | Totale   | 3   | 3       | 3      | 9      |